# Охлябинин, Пётр Фёдорович

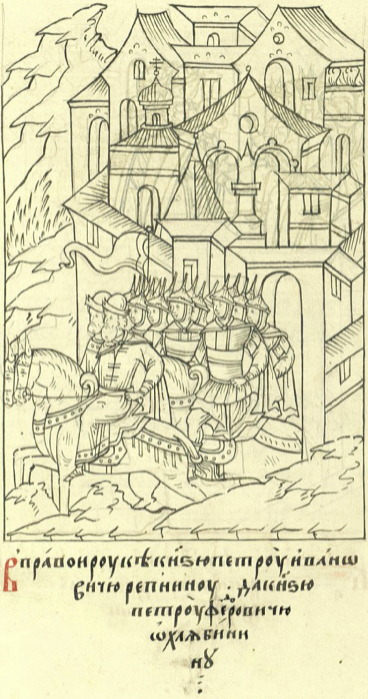

Князь Пётр Фёдорович Охлябинин — воевода и наместник у московского князя Василия III и царя Ивана IV Грозного. Рюрикович в XX колене, из князей Ярославских.
Из княжеского рода Охлябинины. Старший сын Фёдора Васильевича, по прозвищу "Охля́бина", последнего удельного князя Ухорского (название от реки Ухра), сам удельных прав уже не имел. На московской службе был и его младший брат — Охлябинин, Василий Фёдорович

## Служба Василию III
Впервые упоминается в летописях во время Русско-литовской войны 1512—1522 гг. В 1512 году он третий воеводой в Стародубе. В 1516 году участвовал вторым воеводой передового полка в походе под Могилёв. В 1517 году он снова назначен третьим воеводой в Стародуб. В 1518 году ходил вторым воеводою Передового полка в походе из Вязьмы на Литву. В 1519 году третий воевода в Стародубе, откуда послан вторым воеводой Передового полка на поляков и литовцев, передовые войска коих разбил, и дошёл до Вильно, нанеся Литве великое поражение, с большим пленом и военными трофеями возвратился в Москву.
Весной 1522 года указано ему идти с прочими воеводами из Вязьмы в Коломну и быть третьим воеводой Передового полка, стоял в устье Осетра для защиты от возможного нападения со стороны крымского ханства.
В 1524-1525 годах отправлен вторым воеводой полка войск правой руки с судовой ратью на Казань.
В октябре 1527 года назначен третьим воеводой войск в походе из Каширы, против крымцев, во время похода на Русь крымского царевича Ислам Гирея. Под командой князя Ф. М. Мстиславского прибыл на помощь В. С. Одоевскому Швиху. Совместными усилиями разбили татар, которые бежали бросив награбленное. Охлябинин был послан за ними в "догон". В этом же году упомянут наместником в Калуге. В 1528 году — третий воевода в Кашире. В 1529 году при нашествии крымцев переведен из Каширы в Ростиславль для защиты южных рубежей. В июле 1531 года был вторым воеводой на Оке у засек против Люблина, переведён вторым воеводой в Нижний Новгород, откуда в октябре переведён пятым воеводой на Угру.
В 1532 году, второй воевода сторожевого полка в Нижнем Новгороде, в этой должности участвует в походе на Казань для возведения на престол хана Джан-Али, откуда послан сперва пятым воеводою на Угру, а потом в Литву вторым воеводой с полком правой руки, где позже назначен первым воеводой.

## Служба Ивану IV
В августе 1533 года послан из Коломенского в Коломну на помощь воеводам, ожидавшим совместного нападения Сафа-Гирея и Ислам Гирея. В 1534 году второй воевода войск левой руки, во время нашествия крымских татар, отражал их под Коломной, а затем послан третьим воеводой в Муром. В ноябре того же года послан вторым воеводой войск в походе из Можайска на Смоленск и далее на Литву. Разорял Оршу, Дубровку, Друцк, Борисов, Боровичи, Прихабы, Соколен, Бобыничи, Заборовье, Свесиново, а сойдясь с другими воеводами новгородского войска дошёл до Вильно. От Вильно поворотил войска в полоцкие места и на границу с Лифляндией, которые разорил. В марте 1535 года вышел в Москву из Опочки с большим пленом и трофеями. После данного похода назначен третьим воеводой в Коломну, а по "стародубским вестям" переведён вторым воеводой Передового полка в Брянск.
В 1536 году защищался в Коломне от осады крымских татар, в июле второй воевода Сторожевого полка в Коломне. В 1537 году, второй воевода войск левой руки, сперва во Владимире, потом в Муроме, где позже, по сбору войск, упомянут шестым воеводой. В 1538 году воевода сторожевого полка на Угре, откуда послан воеводой в Калугу. В 1539 году упомянут вторым наместником в Калуге. В марте 1544 году участвует в Казанском походе. В апреле 1549 года второй воевода сторожевого полка в Шведском походе.

## Семья
Имел 2 сыновей, которые также были на московской службе:
- Князь Охлябинин, Андрей Петрович — сын боярский и воевода.
- Князь Охлябинин, Дмитрий Петрович — третий воевода в Туле (1544), воевода войск левой руки в Коломне (1549).